# Сухаренко Михайло Федорович
Михайло Федорович Сухаренко (1907, Глухів — 1993, Дзержинськ, Росія) — радянський промисловий діяч, директор «Заводу імені Я. М. Свердлова».
Двічі Герой Соціалістичної Праці (1974, 1982). Лауреат Державної премії СРСР (1971) та премії Ради Міністрів СРСР (1978).

## Біографія
Народився 11 жовтня 1907 року в місті Глухів (нині — Сумської області).
З 1926 року працював слюсарем на заводах Маріуполя («Рудметаллторг») і Харкова (кондитерська фабрика «Жовтень»).
У 1932—1935 роках навчався у Харківському хіміко-технологічному інституті. А в 1936—1938 роках — у Ленінградському хіміко-технологічному інституті, який закінчив на «відмінно».
Отримавши освіту хіміка-технолога з 1938 року працював у Дзержинську на заводі імені Я. М. Свердлова. Пройшов всіма щаблями: начальник дільниці, заступник начальника цеху, начальник цеху, заступник головного інженера, головний інженер.
З 1960 по 1987 роки Михайло Сухаренко — директор заводу (у віці 80 років).
Помер 17 серпня 1993 року, похований у Дзержинську.

## Нагороди та Звання
- Двічі Герой Соціалістичної Праці.
- Три ордени Леніна, два ордени Трудового Червоного Прапора, ордена Жовтневої Революції, Дружби Народів, Вітчизняної війни І ступеня, «Знак Пошани», медалі.
- Почесний громадянин міста Дзержинська.

## Пам'ять
Біля головної прохідної заводу, який очолював М. Ф. Сухаренко, йому встановлено пам'ятник.
У жовтні 2007 року урочисто відзначалося 100-річчя з дня народження Михайла Сухаренка. Урочистості ознаменувалися відкриттям на території заводу площі Слави та погруддя Михайла Сухаренка.
На будинку, в якому жив Михайло Федорович, встановили меморіальну дошку.